# Adenophora pinifolia
Adenophora pinifolia là loài thực vật có hoa trong họ Hoa chuông. Loài này được Kitag. mô tả khoa học đầu tiên năm 1935.